# Delairea odorata
Delairea es un género monotípico de plantas perteneciente a la familia Asteraceae.  Está clasificada en la tribu Senecioneae.  Contiene solamente una especie:, Delairea odorata Lem., la cual estaba previamente incluida en el género Senecio como Senecio mikaniodes.

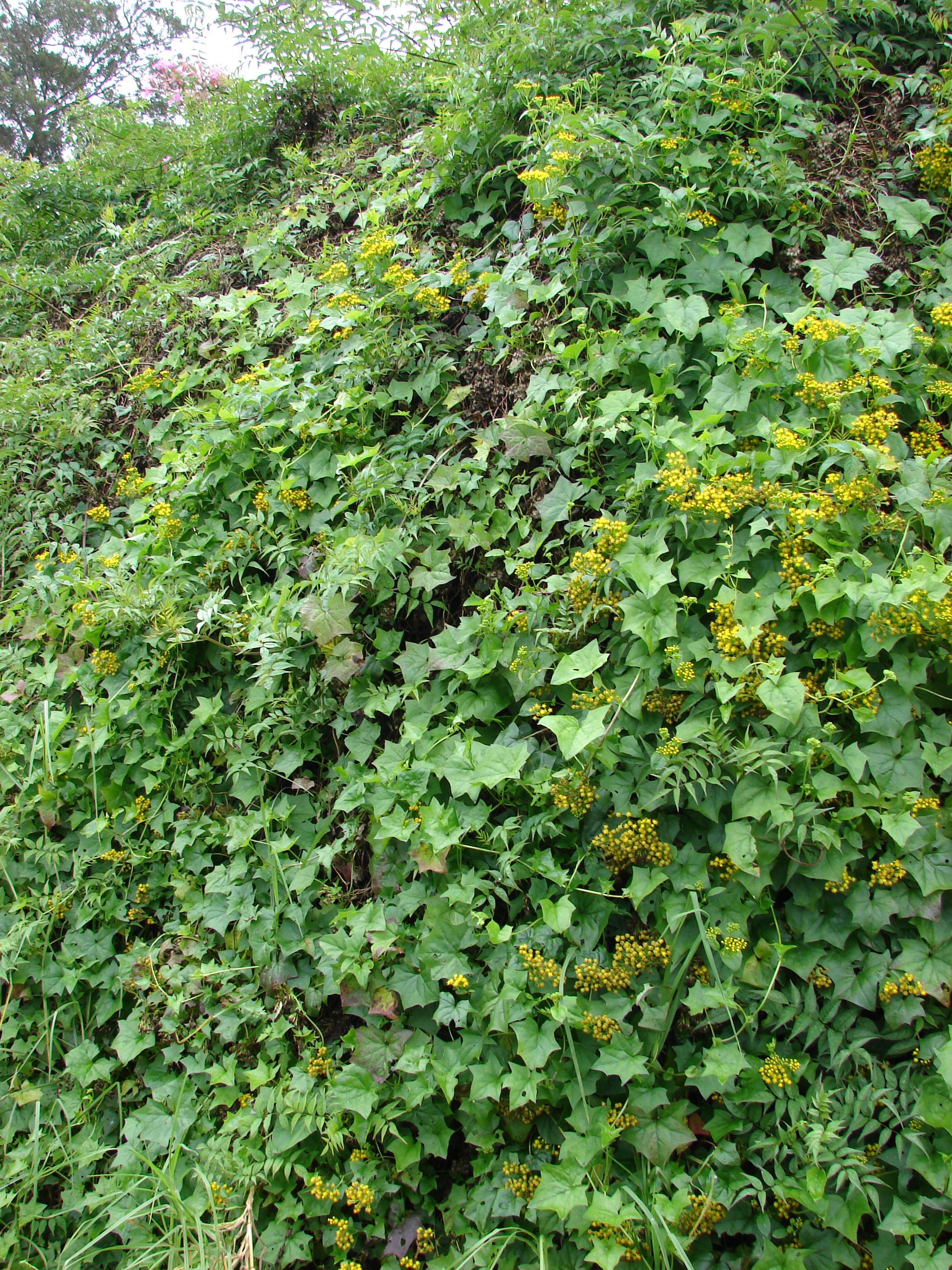
Planta

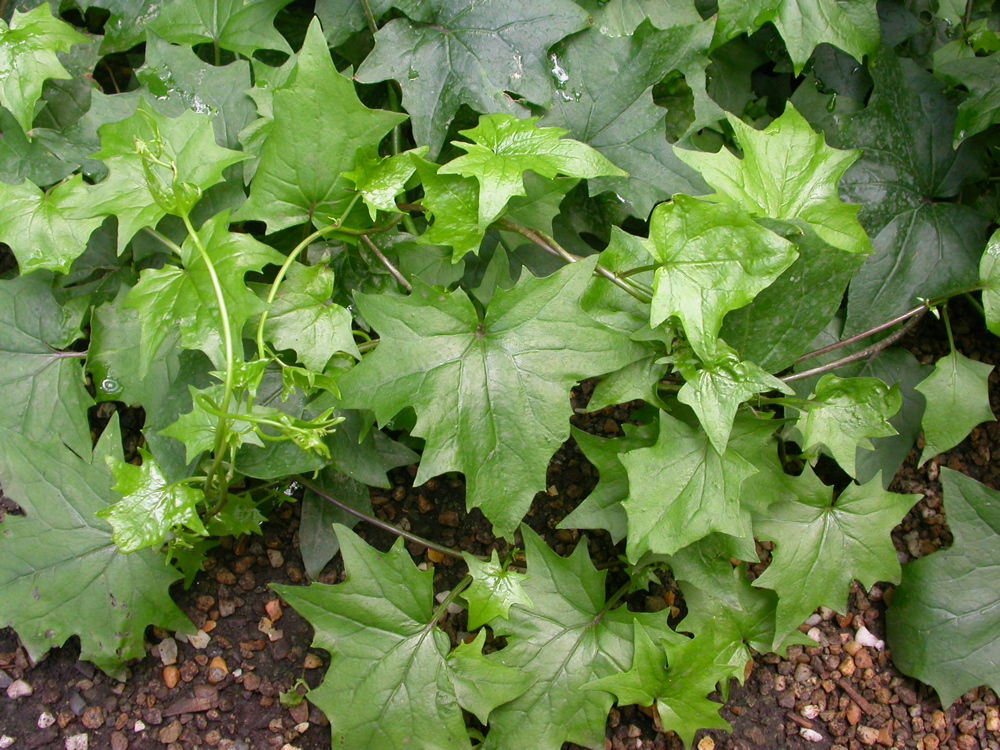
Hojas

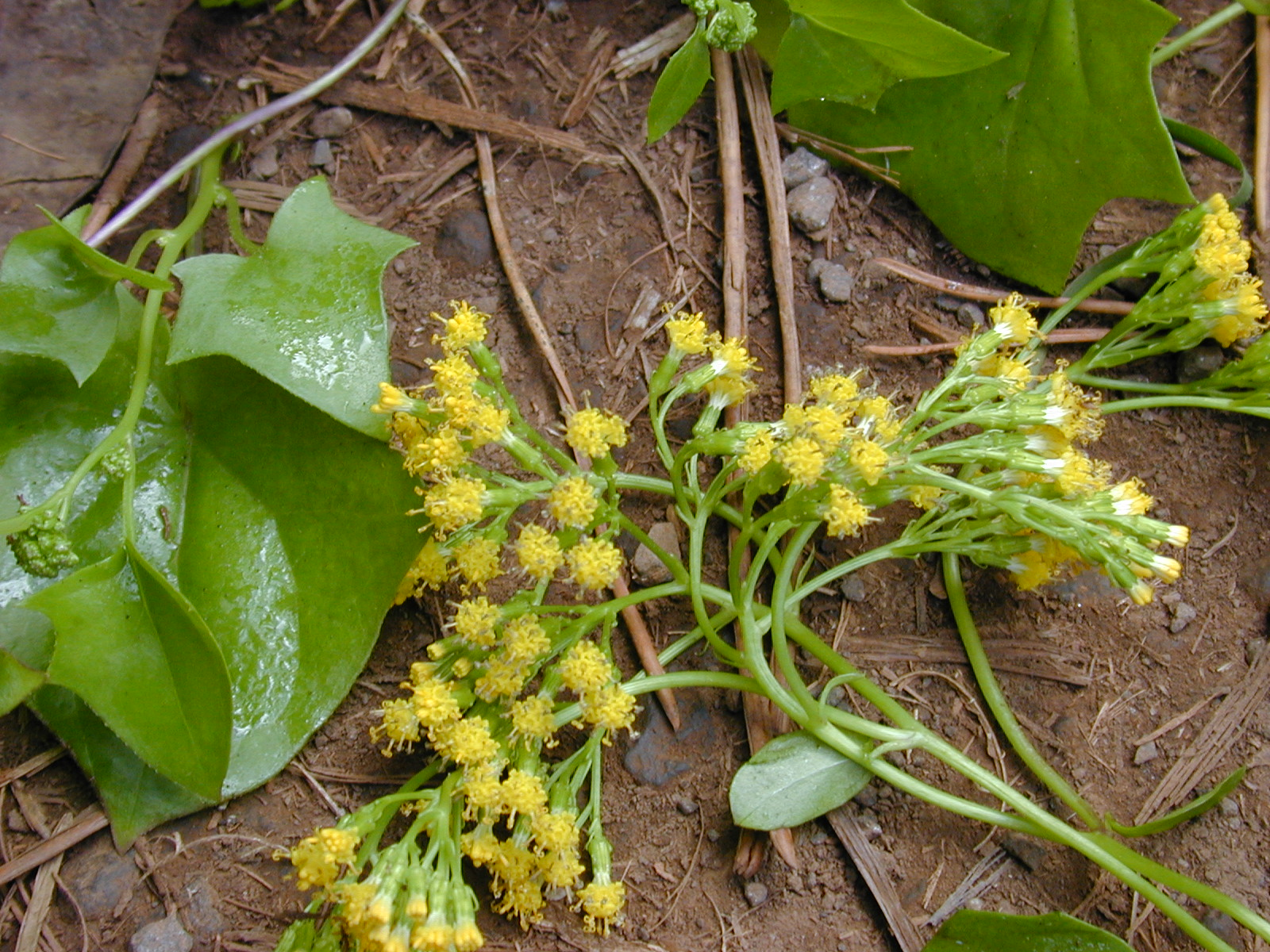
Flores

## Descripción
Delairea odorata es una enredadera que trepa a los árboles y alcanza una altura de cinco metros en los climas adecuados. Con el tiempo llega a ahogar los árboles. Las hojas son multi-lobuladas. Sus flores son de color amarillo. Una característica que la distingue de Senecio angulatus son los pequeños apéndices en la base de los tallos de las hojas que tienen forma de oreja.
Contiene escopina, un alcaloide tropánico.

## Usos
Esta planta se cultiva como una planta de interior por su follaje ornamental.

## Crecimiento
Delairea odorata se ha convertido en una especie invasora en California, Hawái, Oregón, Nueva Zelanda y Australia. La planta cubre los arbustos y árboles, inhibiendo su crecimiento y también cubrirá la tierra intensamente sobre un área amplia, lo que impide la germinación de las semillas o el cultivo.
La enredadera pueden ser controlada o eliminada mediante una combinación de métodos físicos y químicos. A menos que el sistema de la raíz se extraiga o se envenene, la planta volverá a crecer. Las plantas jóvenes se puede sacar con sus raíces, pero las plantas más viejas se desprenden dejando las raíces en su lugar.

## Taxonomía
Delairea odorata fue descrito por Charles Antoine Lemaire y publicado en Annales des Sciences Naturelles; Botanique, sér. 3 1: 379-381, en el año 1844.
Sinonimia
- Senecio mikanioides Otto ex Walp., 1848
- Delairea scandens Auct.
- Mikania senecioides hort.
- Breonia  palmata hort.
- Ipomoea hederacea hort.